# Magenta (gruppo musicale)
I Magenta sono un gruppo musicale di rock progressivo britannico.

## Storia e caratteri
La band nasce nel 2001 su iniziativa di Rob Reed, già leader dei Cyan. Si può definire lo stile della loro produzione secondo alcuni tratti: i Magenta tendono al recupero degli stilemi compositivi e delle sonorità dei fondatori del genere e soprattutto di Genesis, Yes e Pink Floyd; utilizzano elementi celtici e folklorici, che si rivelano soprattutto nella voce limpida della cantante Christina e nei testi, opera di Steve Reed, ricchi di riferimenti alla dimensione magica della natura.

## Componenti
- Christina (voce, nome completo: Christina Maria Booth)
- Rob Reed (tastiera, chitarra, basso, voce)
- Chris Fry (chitarra)
- Martin Rosser (chitarra, VC8)
- Allan Mason-Jones (percussioni)
- Daniel Fry (basso)

## Discografia
Album in studio
- Revolutions (1 March 2001)
- Seven (1 March 2004)
- Home (1 June 2006)
- New York Suite (1 June 2006)
- The Singles (21 May 2007)
- Metamorphosis (21 April 2008)
- Seven : The Instrumentals (3 January 2010)
- Rarities Vol 1 (5 January 2010)
- Chameleon (10 November 2011)
- The Twenty Seven Club (2 September 2013)
- We Are Legend (April 2017)
- The Lost Reel (1 July 2020)
- Masters of Illusion (1 July 2020)
- The White Witch (October 2022)

Live
- Another Time, Another Place...Live (1 November 2004)
- Live at the Point (27 October 2008)
- The Gathering (January 2010)
- Live at Real World 2009  (19 September 2010)
- Live: On Our Way to Who Knows Where (2012)
- Chaos from the stage (2016)
- We Are Seven (26 October 2018)
- Live From the Quiet Room (2020)

Raccolte
- 2007 - The Singles

EPs & Singoli
- Broken (1 June 2004)
- I'm Alive (1 November 2004)
- Speechless (2007)
- Wonderous Stories (15 November 2009)
- The Lizard King (August 2013)
- Trojan E.P. (April 2017)

### DVDs
- The Gathering (24 October 2005)
- The Metamorphosis Collection (21 April 2008)
- Live at the Point (27 October 2008)
- Live at Real World 2009 (19 September 2010)
- Chaos from the stage (12 November 2016)
- We Are Seven (26 October 2018)

### Collaborazioni
- Spectral Mornings 2015 (27 April 2015) Christina Booth and Rob Reed of Magenta, with Nick Beggs, Nick D’Virgilio, Steve Hackett, and Dave Longdon.